# Colt M1911
La Colt M1911, designata dalla U.S. Army come Automatic Pistol, Caliber .45, M1911 (pistola automatica M1911 calibro .45), è una pistola semiautomatica ad azione singola, progettata da John Browning per le cartucce .45 ACP e prodotta dalla Colt's Patent Fire-Arms Manufacturing Company, quando fu assegnata nel 1911 come pistola d'ordinanza delle United States Armed Forces, fino al 1985. Venne largamente usata nella prima e nella seconda guerra mondiale, e nelle guerre di Corea e Vietnam. Ne sono stati prodotti 2 700 000 esemplari in totale, nelle versioni M1911 e M1911A1.

## Storia
Alla fine del 1800, anche in USA si stava lavorando alla pistola semiautomatica e tra la fine del 1890 e i primi anni del 1900, la US Army volle eseguire dei test di alcune di queste pistole, per sostituire le rivoltelle in dotazione, nel vecchio calibro Colt Browning .38, che dalle relazioni dei militari USA all'estero, risultava avere un basso potere d'arresto. Le prime sperimentazioni condotte su modelli presentati dalla Mauser (il C96), dalla Mannlicher (lo Steyr Mannlicher M1894) e dalla Colt (Colt M1900), non furono soddisfacenti, così l'attenzione si spostò sulle pistole Luger P00 in calibro 7,65 Parabellum (e ne furono ordinati 1000 esemplari). In altri test, qualche tempo dopo, furono provati anche altri 50 esemplari di Luger P02, ma in calibro 9 mm Parabellum (quella che oggi è la munizione per arma leggera più usata al mondo, anche dalla NATO). Nel 1904 fu costituita la Commissione Thomson-LaGarde, che a seguito di macabri esperimenti tutt'altro che scientifici, eseguiti su 10 cadaveri umani appesi per il collo, 16 manzi e 2 cavalli (animali vivi e morti), presso il mattatoio di Chicago, ritenne che il calibro 9 mm (nonostante gli ottimi risultati) non avesse abbastanza potere d'arresto e che andava considerato un proiettile di almeno 45 centesimi di pollice. Ciò spinse i vertici militari a richiedere una nuova pistola automatica di calibro maggiore, e intorno al 1905 fu proprio John Browning a ideare e sviluppare la .45 ACP (Colt Automatic Pistol, cal. .45 o 11,43 mm) e la relativa arma, la Colt Modello 1905, portata ai test del 1907. 

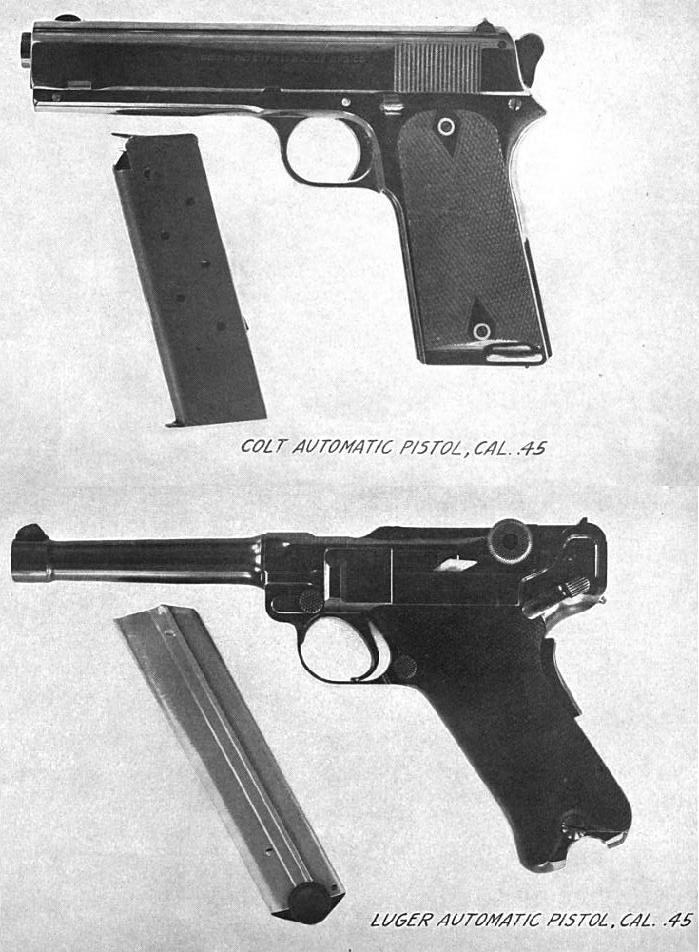
Confronto tra la Colt 1905 e la Luger, entrambe in .45 ACP

Nel 1906 venne indetta una gara (svolta tra settembre 06 e aprile 07), a cui parteciparono alcune delle più importanti case mondiali dell'epoca produttrici di armi, tra le quali la europea DWM con la Luger in calibro .45 ACP (diventate oggi le pistole più rare del mondo). La "Luger 45" passò con successo le prove, tuttavia fu considerata inferiore alla Colt 1905 e superiore alla Savage, per numero di malfunzionamenti totali. I test proseguirono oltre il 1907, ma Luger e la DWM uscirono dalla competizione, per cui la scelta si ridusse ai modelli presentati dalla Savage Arms Company e dalla Colt, che furono sottoposti ad una più lunga serie di sperimentazioni fino al 1910, e che vide nettamente vincitore il progetto di John M. Browning. Una di queste pistole prodotte dalla Colt, superò un test durante il quale sparò 6 000 colpi senza nessun inconveniente o inceppamento. Ma prima di entrare in ordinanza, fu rielaborata e migliorata fino alla versione che oggi conosciamo come la Model 1911 o Colt M1911.

## Varianti

### Colt M1911 e Colt M1911A1
L'arma venne ufficialmente adottata dall'esercito nel 1911 e la produzione iniziale fu affidata esclusivamente alla Colt, fino al 1914, quando anche l'arsenale di Springfield, fu attrezzato allo scopo. 

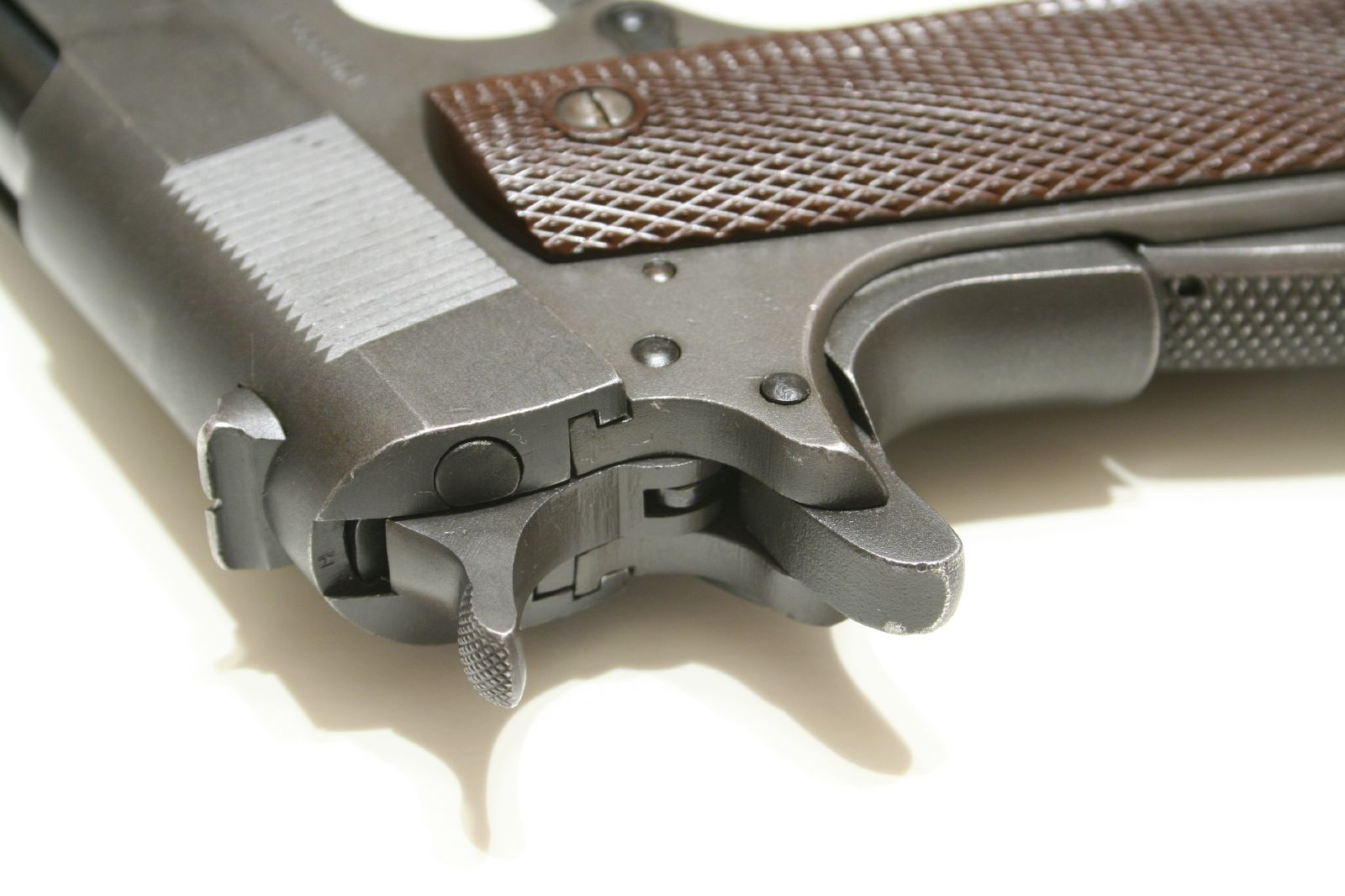
Dettaglio della sicura dorsale.

Al momento dell'intervento americano nella prima guerra mondiale, erano disponibili solo 55 553 pistole M1911, ma nel corso del conflitto vennero fabbricate anche da Remington Arms Co. di Ilyon, NY e da North American Arms (Canada). L'arsenale di Springfield, MA si occupò esclusivamente della produzione dei fucili Modello 1903. Così, complessivamente, durante la prima guerra mondiale furono prodotte circa 450 000 pistole M1911 (prevalentemente dalla Colt), visto che la Remington alla fine del dicembre 1918 aveva consegnato solamente 21 265 pistole e la North American Arms solo pochissimi esemplari. L'esperienza maturata sul campo durante il conflitto portò, nel 1924, a piccole modifiche esteriori e il nuovo modello venne denominato M1911A1 (che muterà poi nel 1940 in Automatic Pistol, Caliber.45, M1911A1 e successivamente in Pistol, Caliber.45, Automatic, M1911A1). Quest'arma si distingueva dal modello precedente per i seguenti dettagli:
- La sede della molla del cane che costituisce la parte inferiore del dorso dell'impugnatura sulla M1911 era dritta e liscia, mentre sulla M1911A1 è arcuata e zigrinata.
- Il grilletto della M1911 è liscio e leggermente più lungo rispetto a quello scanalato della M1911A1.
- Lo sperone posteriore dell'impugnatura, facente parte della sicura automatica dorsale, nella M1911A1 è più lungo così da evitare che il cane pinzi la mano del tiratore quando armato dal carrello.
- Il mirino della M1911A1 è più largo.
- Sul castello della M1911A1,subito dietro il grilletto, sono stati praticati due sgusci che agevolano l'azione dell'indice sul grilletto stesso.
- Nella M1911A1 furono apportate lievi variazioni nella foratura e nella rigatura della canna.

Con la seconda guerra mondiale la richiesta legata all'arma corta da fianco crebbe notevolmente tanto che, sul finire del 1945, ne erano stati prodotti 2,8 milioni di esemplari, in diversi stabilimenti privati (Remington Rand Inc., Ithaca, Singer e Union Switch & Signal). La Singer fu incaricata di costruire macchinari e utensili per la fabbricazione delle M1911A1, con i quali venne poi realizzato un lotto di 500 pistole di cui solo pochi esemplari sono censiti oggi dai collezionisti. I macchinari e gli utensili Singer furono ceduti nel 1942 alla Remington Rand Inc. di Syracuse, NY. Le Singer sono le M1911A1 più rare e le Remington Rand Inc. le più numerose. Dal 1945, con la resa del Giappone, non furono più ordinati nuovi esemplari, ma grazie alla completa intercambiabilità delle parti i vari arsenali statunitensi furono in grado di mantenere per decenni in servizio un numero di pistole sufficiente. Oggi è infatti difficile trovare una M1911A1 che non sia stata revisionata in arsenale.

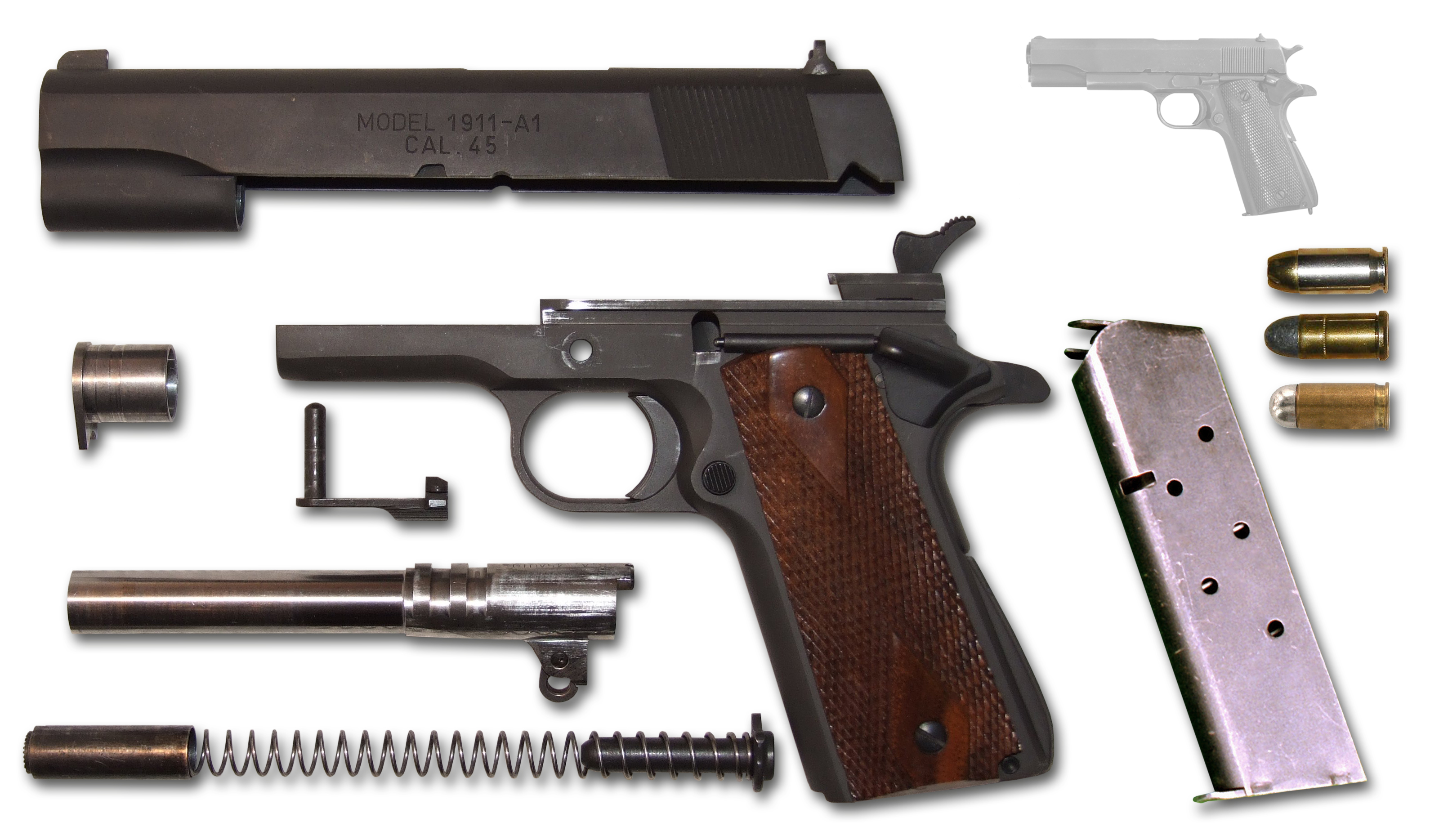
Esploso di una Colt M1911A1

Dopo il 1945, l'arma rimase in dotazione come pistola d'ordinanza ed attraversò la guerra di Corea e quella in Vietnam, fino ad essere utilizzata, solo da alcuni reparti, anche nell'operazione Desert Storm del 1991. Dopo che l'ultima M1911A1 prodotta aveva oltre 40 anni di servizio, si rese necessario passare ad un'altra arma corta per le forze armate americane, che tra l'altro erano le uniche ad impiegare il calibro .45 ACP in seno alla NATO. Nel 1985, una commissione statunitense decretò l'adozione di un nuovo modello Beretta, la 92FS calibro 9 mm parabellum e quindi la dismissione del M1911A1. Questo nonostante il ricorso al Congresso, successivamente perso, dei Marines. Ancora oggi alcune versioni moderne costruite da varie fabbriche americane, come la Springfield Armory, vengono usate dalle forze di polizia americane (LAPD-SWAT, dall'Hostage Rescue Team (HRT) dell'FBI e da altri reparti speciali. Il Marine Expeditionary Unit (MEU-SOC) dell'USMC impiega una versione M1911A1 modificata. In USA (ma non solo) è ancora la pistola più amata e venerata (anche se attualmente è una pistola obsoleta in quanto si tratta pur sempre di una pistola che ha più di 100 anni di storia sulle spalle e presenta caratteristiche come la sicura sul calcio o il caricatore monofilare), costruita da moltissime marche diverse in varie versioni e usata sia per difesa che per tiro sportivo. Si può dire che sia entrata nell'immaginario comune come la pistola per antonomasia, dato l'enorme successo ma anche data la grande popolarità di cui essa gode.

### Colt Officer's ACP

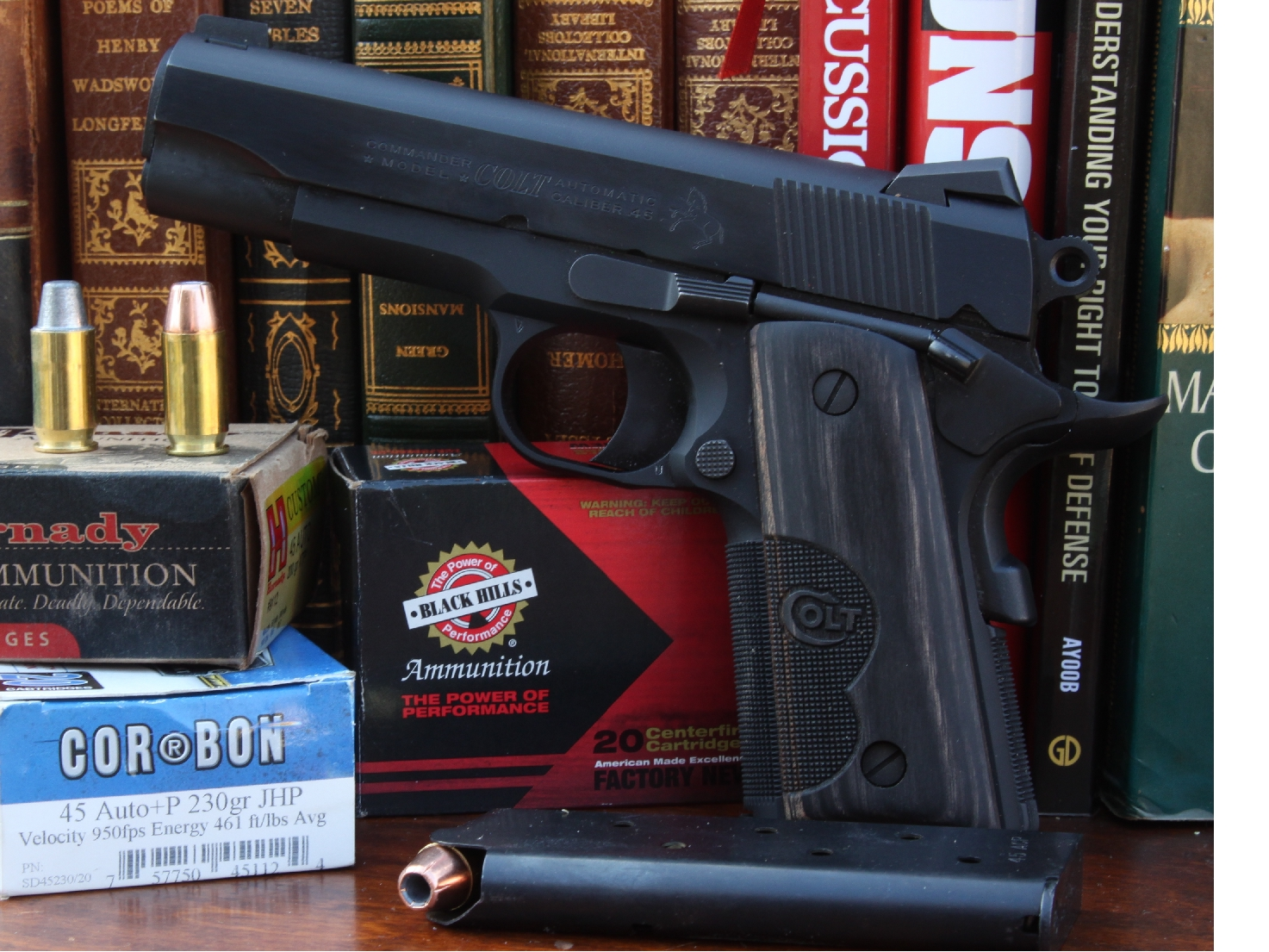
Colt officer's

Nel 1972, per inserirsi in quella fetta di mercato delle pistole di piccole dimensioni, la Colt decise di produrre una versione più piccola della M1911, denominata Colt Officer's ACP. La lunghezza della pistola è stata ridotta a 190 mm, di cui 88 sono costituiti dalla canna in acciaio. Il caricatore può contenere dai sei ai sette proiettili del calibro .45 ACP. Le dimensioni ridotte e il mancato passaggio ad un calibro più piccolo hanno aumentato il rinculo dell'arma.

### Solid Concepts Government 1911
Nel 2013, l'azienda americana Solid Concepts, specializzata in prototipazioni 3D con stampanti tridimensionali, è riuscita a produrre il primo prototipo funzionante (fatta eccezione per le molle) di Colt Government 1911 realizzata con stampante 3D.

## Varianti estere

### Le M1911 argentine
L'Argentina ha prodotto quattro versioni della Colt M1911:la Colt Modelo 1916, la Colt Modelo 1927, la Ballester Molina e la Ballester Rigaud.Tutte e quattro, prodotte dal 1916 al 1966, sono quasi identiche al modello originale. Furono prodotte in grandi quantitativi durante la seconda guerra mondiale. Erano ancora in uso nella Guerra delle Falklands del 1982 e sono ancora molto diffuse.
Prima della produzione in proprio su licenza l'Argentina ordinò e ricevette direttamente dalla Colt 10 000 pistole Colt 1927 (tipo 1911 A1) con matricole che vanno da 1 a 10 000, marcatura Colt sul lato sinistro del Carrello e marcatura Argentina: EJERCITO ARGENTINO/COLT CAL. 45 MOD.1927 (su due righe sovrapposte) precedute dallo stemma e seguite dalla matricola (con la grafia dei numeri tipicamente elaborata dell'epoca) su quello destro, sempre sul carrello è presente anche davanti alla tacca di mira preceduta da N°. La matricola è ripetuta anche sul fusto, sopra al grilletto (sempre sul lato destro) e sulla canna nella porzione visibile dalla finestra di espulsione dei bossoli, la brunitura è quella tipica della Colt (salvo successivi ricondizionamenti d'Arsenale) e le finiture sono piuttosto accurate, le guancette sono in materiale plastico nero con zigrinatura uniforme su tutta la superficie.

### La M1911 brasiliana
Il Brasile produceva una versione in calibro 9x19mm della Colt M1911 con il nome di Colt 9M973. Non ebbe successo e fu prodotta in quantitativi irrilevanti, dato che il Brasile aveva appena adottato le Beretta 92.

### La M1911 giapponese
In Giappone viene utilizzata la Tipo 57 New Nambu, ovvero una copia della M1911 priva della sicura all'impugnatura e con un fermo oscillante alla base dell'impugnatura al posto del pulsante di svincolo del caricatore.

### Le M1911 inglesi
Durante la prima guerra mondiale il Regno Unito ricevette 10 000 Colt M1911 in calibro.455 Webley Auto; negli anni successivi al conflitto queste pistole furono quasi tutte assegnate alla RAF. Durante la Seconda guerra mondiale, dopo la battaglia di Dunkerque, gli USA fornirono alla Gran Bretagna forti quantitativi di M1911 in calibro .45 ACP in virtù della legge "affitti e prestiti". Furono acquistate anche pistole Ballester Molina in Argentina e Star in Spagna.

### Le M1911 messicane
Il Messico produce su licenza la Colt M1911, ma intorno agli anni 1930 vennero costruite meno di 800 pistole Obregon, una 1911 con chiusura a canna rotante. Il suo progettista, però, non riuscì a convincere i militari a sostituire le 1911 con questa pistola. Le forze di polizia utilizzano una speciale versione in calibro .38 Super Auto.

### Le M1911 norvegesi
La Norvegia adottò nel 1914 la Modello 1914. Questa pistola è identica alla Colt 1911, tranne che per la forma della leva di ritegno del carrello. I primi 300 esemplari furono acquistati direttamente dalla Colt e sono identici alla 1911. Tutte le modello 1914 furono prodotte nell'arsenale norvegese di Kongsberg. Dopo la Seconda guerra mondiale la Norvegia ha ricevuto dagli USA un certo quantitativo di M1911A1. Tutte le Colt furono sostituite da pistole modello Luger P08 e Walther P38.

### Le M1911 spagnole
La Spagna produce diversi modelli di pistole M1911, in diversi calibri e addirittura in versioni completamente automatiche. I produttori principali sono la Star e la Llama. Sono molto diffuse sul mercato civile e sono ancora in uso presso l'esercito spagnolo.

### Le M1911 vietnamite
Prima dell'insediamento del governo Diem, nel Vietnam del Sud vi erano diversi gruppi dissidenti che praticamente formavano eserciti privati; uno di questi, il Cao Dai, costruiva armi in proprio, utilizzando officine piuttosto primitive. In queste officine veniva prodotta una copia della M1911 in calibro 9 mm. La finitura di queste armi è sorprendentemente buona se si considerano le condizioni di fortuna in cui sono state costruite; le qualità meccaniche sono, naturalmente, assai dubbie.

### Le M1911 cinesi
L'industria bellica Norinco produce per il mercato civile una versione della M1911A1 denominata NP-29.

## La versione "stellare"

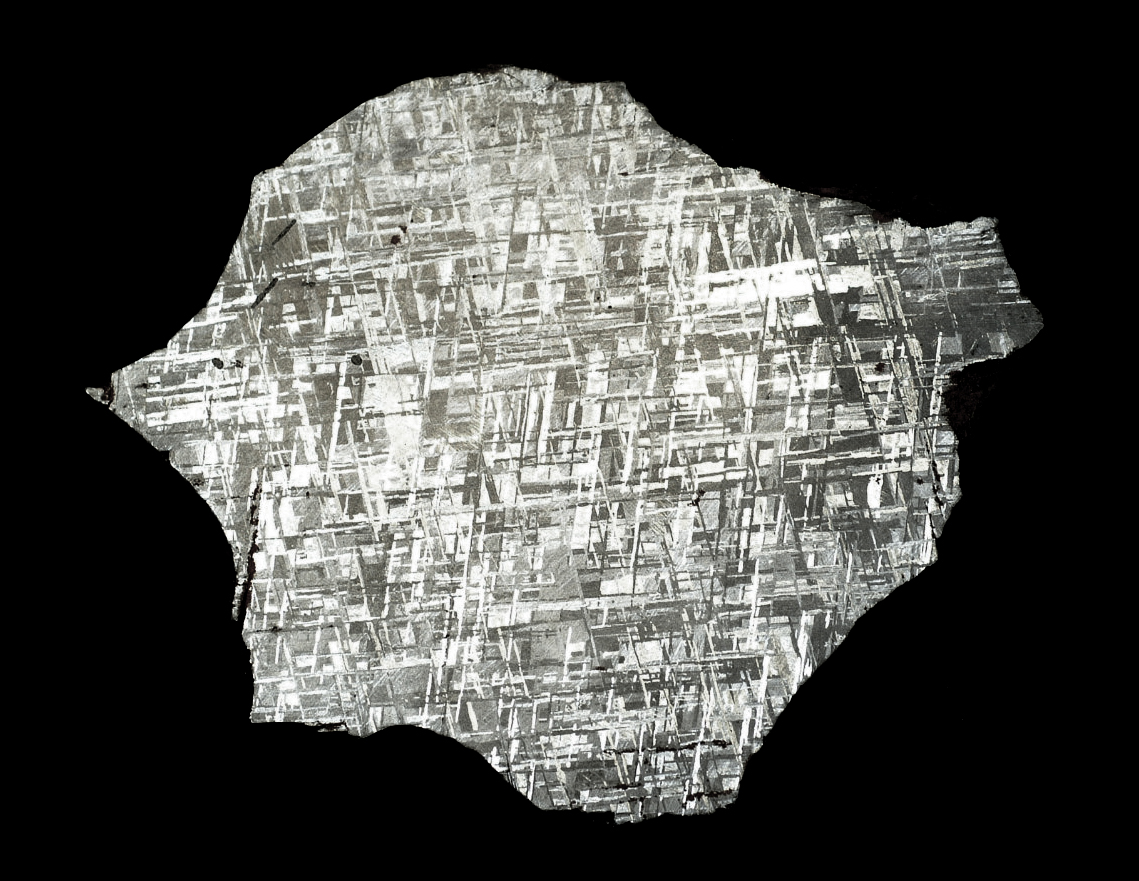
Parte del meteorite Gibeon

Nel 2016, dopo aver fatto una scansione laser ad una porzione del famoso meteorite Gibeon, acquistata nel 2015, la Cabot Gun Company, LLC (azienda armiera americana) intaglia dal pieno due pistole 1911 a specchio, una per destrimani e una per mancini. Il costo per aggiudicarsi il "Big Bang pistols set", è la cifra record di $ 4.500.000.

## Nella cultura di massa
- In ambito videoludico, la M1911 compare tra le armi dei videogiochi Tomb Raider: Anniversary (come pistole standard di Lara Croft), Tom Clancy's Rainbow Six: Siege (dove appare in dotazione agli operatori americani FBI), Wolfenstein Enemy Territory, Watch Dogs, Hitman (serie), Mirror's Edge[8], Mafia: The City of Lost Heaven (dove è presente il modello A1)[9], Mafia 2, Max Payne 3,  Left 4 Dead, Call of Duty 2 (in versione A1)[10],Call of Duty 3 (in versione A1)[11], Call of Duty 4: Modern Warfare, Call of Duty: Modern Warfare 2, Call of Duty: Black Ops Cold War,  Battlefield: Bad Company 2, Battlefield 3, Battlefield 4, Battlefield Hardline, Battlefield 1, Battlefield V, Call of Duty: Black Ops,  Silent Hill 4: The Room[12], Fallout: New Vegas (dove è possibile scaricare i modelli M1911A1, denominato .45 Auto Pistol, e Officer's ACP, denominata A Light Shining in Darkness, tramite un DLC)[13], Metal Gear Solid: Peace Walker (dove è presente la versione A1)[14], Metal Gear Solid 3: Snake Eater, Final Fantasy VII.[15], Commandos: Strike Force[16] Crossfire,Killing Floor 2 e Playerunkown's Battlegrounds e in Call of Duty: Modern Warfare (2019) e nella serie di giochi Far Cry.
- La Colt M1911 appare nei videogiochi Call of Duty: World at War, Call of Duty: Black Ops e in Call of Duty: Black Ops 2 nella sezione Zombie, dove viene usata come arma iniziale nella maggior parte delle mappe.
- In ambito anime, la M1911 compare in Full Metal Panic! (in versione Springfield Armory GI M1911A1)[17], Black Lagoon (in versione A1)[18],Hellsing[19], 91 Days e Noragami. È anche la pistola che utilizza l'ispettore Koichi Zenigata, antagonista principale di Lupin III nell'omonima serie animata e nei manga.
- In ambito letterario, la M1911 compare nel romanzo Hannibal, ed è la pistola posseduta da Dirk Pitt, personaggio protagonista di una serie di romanzi creato da Clive Cussler; compare anche in alcune parti di First Blood (libro adattato al cinema come Rambo).
- in ambito fumettistico e ludico, è spesso vista nei fumetti di G.I. Joe, in particolare nella serie A Real American Hero edita dalla Marvel Comics; anche i giocattoli ispiratori della serie hanno spesso una pistola automatica modellata sulla M1911; compare anche nella serie edita dalla IDW Publishing, dove viene usata da Snake Eyes che preferisce armi vecchia scuola al posto di quelle moderne. È molto diffusa anche nella linea G.I. Joe: 25th Year. È anche la pistola utilizzata dall'Ispettore Ginko, nemico giurato di Diabolik, nell'omonima saga di fumetti.
- in ambito cinematografico, compare in innumerevoli film, soprattutto di guerra, ma anche pellicole d'azione, thriller e telefilm (in particolare quelli con riferimenti al Vietnam o alla Corea); è l'arma più comunemente usata dall'attore Steven Seagal nei suoi film d'azione. Compare perfino nel western Il mucchio selvaggio, ambientato poco prima della Grande Guerra. Compare anche nella serie cinematografica Hitman: Agent 47. Il protagonista utilizza le Silverballer, versione modificata della M1911. Nella serie tv Peaky Blinders, è una delle pistole maggiormente utilizzate dal protagonista Tommy Shelby.

## Galleria d'immagini
- Brevetto USA-753414 - Georg Luger

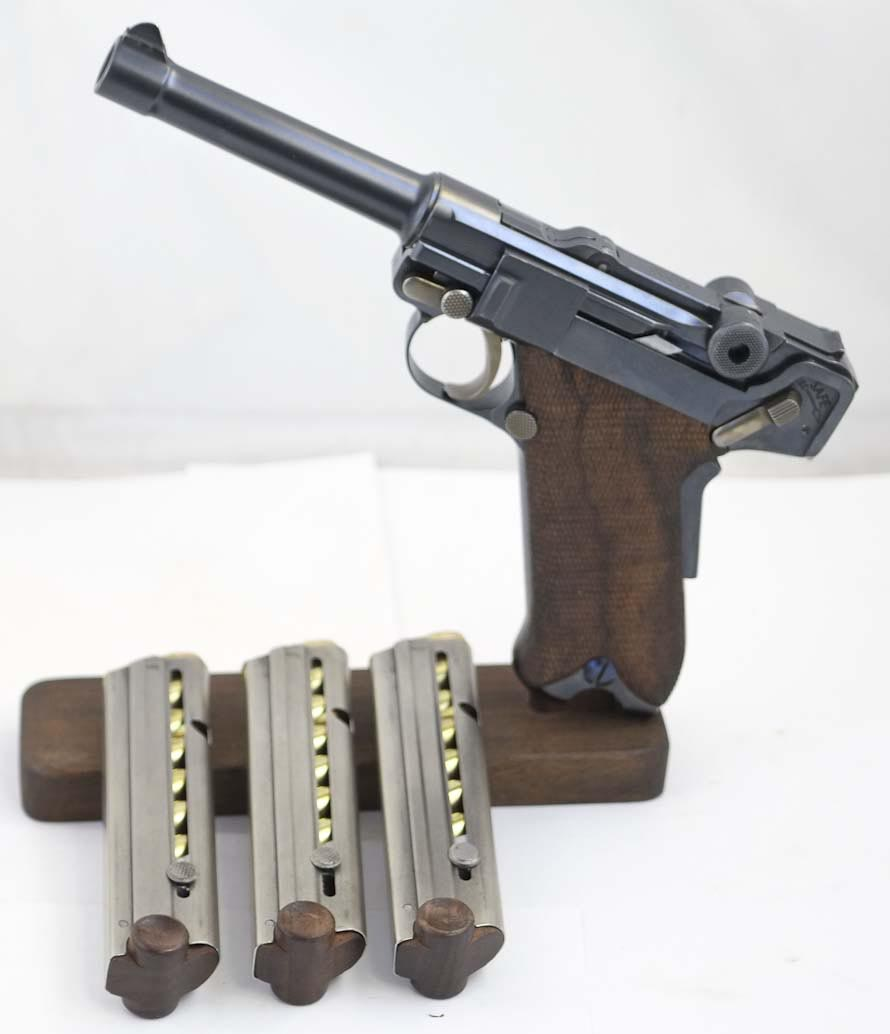
Replica di una Luger 45 testata in USA nel 1907
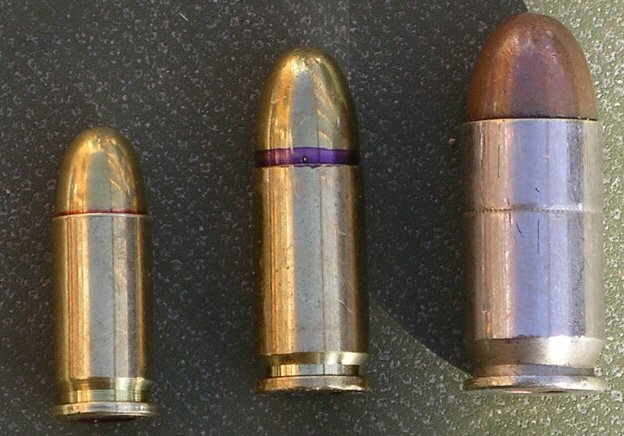
Cartucce 7,65 e 9 Parabellum e .45 ACP
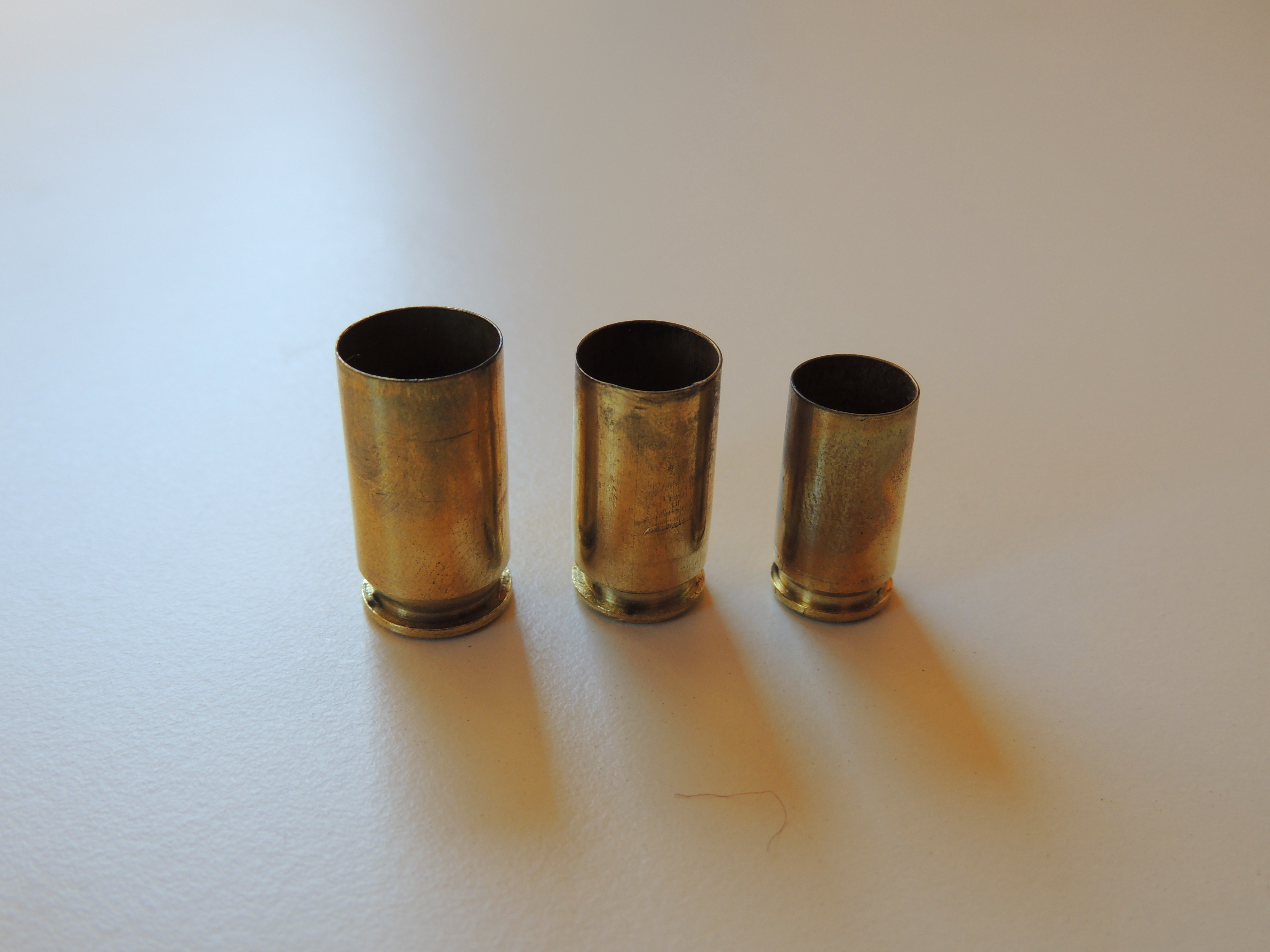
Bossoli .45 ACP, .40 S&W e 9 Parabellum